# Severní blata
Severní blata (Mýrin; Jar City) je islandský film z roku 2006, který v červenci 2007 zvítězil na Mezinárodním filmovém festivalu Karlovy Vary, kde získal Křišťálový glóbus pro nejlepší film. Film režíroval Baltasar Kormákur podle stejnojmenného románu Arnaldura Indriðasona.

## Obsazení
| Ingvar E. Sigurðsson     | Erlendur     |
| Ágústa Eva Erlendsdóttir | Eva Lind     |
| Björn Hlynur Haraldsson  | Sigurður Óli |
| Atli Rafn Sigurðarson    | Örn          |

## Děj filmu
Zoufalý muž zaměstnaný ve výzkumném ústavu genetiky hledá záznamy, jež mají osvětlit původ mozkové choroby, které právě podlehla jeho dcerka. Paralelní část představuje detektiva Erlendura na počátku vyšetřování vraždy starého muže, jenž vedl bizarní existenci v ponurém sklepním bytě. Na první pohled běžný případ se ovšem komplikuje v souvislosti se záhadou, jež obestírá třicet let starou smrt čtyřleté holčičky. Samotářský Erlendur, jenž se mimo jiné snaží urovnat komplikovaný vztah s dcerou narkomankou, je rozhodnut najít vraha za každou cenu.